# Calluga variotincta
Calluga variotincta är en fjärilsart som beskrevs av W. Warren 1907. Calluga variotincta ingår i släktet Calluga och familjen mätare. Inga underarter finns listade i Catalogue of Life.